# Layli
Layli é uma manifestante iraniana de identidade desconhecida, protagonista de imagens icônicas dos protestos após a morte de Mahsa Amini, em 2022.

## Ativismo
Layli é o nome dado a uma manifestante iraniana, conhecida pelas imagens dos protestos iranianos de 2022 que se tornaram icônicas. A jovem saiu dos fundos prendendo os cabelos em um rabo de cavalo antes de enfrentar a polícia, um gesto de bravura em seu país. Ela deu uma entrevista à BBC, onde afirmou que continuaria lutando por nomes como Hadith Najafi e Mahsa Amini. A princípio, ela havia sido erroneamente identificada como Hadis Najafi.

## Reconhecimento
Em 2022, Layli foi reconhecida pela BBC como uma das 100 mulheres mais inspiradoras do mundo, lista em que consta seu nome fictício de Layli.